# William Walker
William Walker (8. května 1824 – 12. září 1860) byl americký flibustýr, dobrodruh a žoldnéř, který se pokusil dobýt několik zemí Latinské Ameriky v polovině 19. století. Byl prezidentem Nikaraguy v letech 1856 až 1857 a byl popraven v Hondurasu roku 1860.

## Životopis
Byl skotského původu a narodil se v Nashville, stát Tennessee. Byl vnukem poručíka Lipscomba Norvella, který bojoval v americké válce za nezávislost a synovcem jednoho z prvních senátorů za stát Michigan a zakladatele The Philadelphia Inquirer Johna Norvella.
Na univerzitě v Nashville promoval s vyznamenáním už jako čtrnáctiletý. Procestoval Evropu a studoval medicínu na univerzitách v Edinburghu a Heidelbergu. Jako devatenáctiletý se stal lékařem. Krátce působil ve Filadelfii a potom odešel studovat právo do New Orleans.
Po dokončení školy se stal vydavatelem. Roku 1849 se přestěhoval do San Francisca, kde pracoval jako novinář. Vybojoval zde tři souboje, přičemž ve dvou z nich byl raněný. V té době se začal zabývat myšlenkou dobytí rozsáhlých území v Latinské Americe. Tyto snahy byly známé jako filibustering.

### Expedice do Mexika

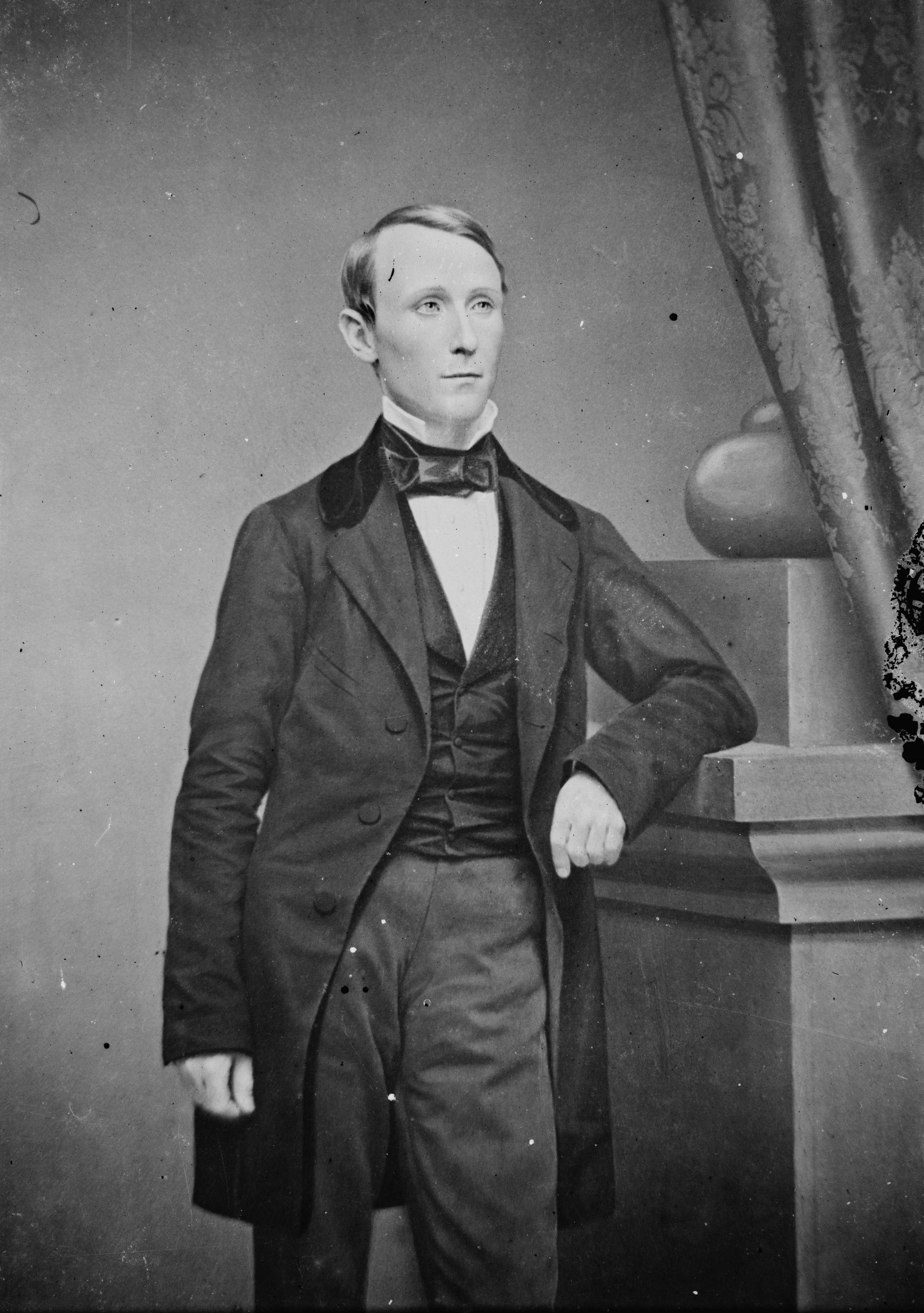
William Walker

15. října 1853 se vypravil se 45 muži na svou první výpravu: dobytí mexických území na poloostrově Baja California a v mexickém státě Sonora. V řídce osídlené Baja California dobyl její správní středisko La Paz, kde vyhlásil Republiku Dolní Kalifornie a sebe za jejího prezidenta. Nečekaně silný odpor organizovaný mexickou vládou a nedostatek zásob ho však donutil ustoupit a vrátit se do Kalifornie. Zde byl postavený před soud za vedení nezákonné války. V období doktríny Zjevného osudu byly však akce flibustýrů populární zejména na jihozápadě USA a tak porotě trvalo osm minut, aby ho osvobodila.

### Dobytí Nikaraguy

Vlajka Nikaraguy v době Walkerovy nadvlády

Když v Nikaragui zuřila občanská válka, vzbouřenci si najali Walkera jako žoldnéře. I když měly americké úřady příkaz zabránit mu odejít, vyplul ze San Francisca 4. května 1855 s 57 muži. V cíli se k němu přidalo přibližně 170 místních a 100 Američanů, i se známým výzkumníkem a novinářem Charlesem Wilkinsem Webberem. 1. září Walker porazil nikaragujskou armádu u La Virgen a o měsíc později dobyl Granadu. Walkerovi agenti najímali Američany a Evropany, aby se pokusil dobýt další středoamerické státy: Guatemalu, Salvador, Honduras a Kostariku. Tato armáda měla více než tisíc mužů.
V té době hlavní obchodní cesta mezi New Yorkem a San Franciscem vedla skrz jižní Nikaraguu. Lodě z New Yorku proplouvaly z Karibského moře přes řeku San Juan a jezero Nikaragua na jeho západní břeh. Zde se lidé a výrobky naložili na dostavníky, aby projeli okolo města Rivas k tichomořskému pobřeží a opět se nalodili na loď, která pokračovala do San Francisca.

### Návrat do USA
1. květen 1857 se Walker vzdal americkému námořnictvu a byl odvezen zpět do USA. Po příchodu do New Yorku byl přivítán jako hrdina.

### Smrt
V roce 1860 se Walker vylodil na ostrovech Islas de la Bahía, aby podpořil snahy místního anglicky hovořícího obyvatelstva o odtržení od Hondurasu. Britská vláda viděla v jeho přítomnosti ohrožení svých zájmů, proto vyslala námořního důstojníka Nowella Salmona, aby ho zatkl a předal honduraským úřadům, které ho nechaly popravit.

## Hodnocení osobnosti a jeho vliv na současnost
William Walker je známější ve Střední Americe než v USA, i když tam se za svého života těšil značné popularitě, a to zejména na otrokářském Jihu. Naopak, Yankeeové ze Severu ho vnímali spíš jako piráta. I když byl mimořádně inteligentní, často se nechal unášet vlastními vizemi a špatně odhadoval realitu.
V Střední Americe se úspěšné tažení proti němu stalo zdrojem národní hrdosti, a to zejména v Kostarice a Hondurasu. Středoamerické země, na rozdíl od většiny jihoamerických, nikdy nemusely vybojovat válku o nezávislost a nemají tak žádné hrdiny a vzory z tohoto období. Proto například v Kostarice je státním svátkem 11. květen, na ten připadá výročí Walkerovy porážky v bitvě u Rivas. Její protagonista Juan Santamaría je národním hrdinou země a mimo jiné je po něm pojmenované její největší letiště. Je zřejmé, že kdyby se měly pojmenovat historické zdroje antiamerikanismu v Střední Americe, tak konání a postoje Williama Walkera můžeme považovat za jeden z nich.[zdroj?] Objektivnost takového pohledu je však možné poměrně lehko zpochybnit, protože středoamerické státy byly úspěšné ve svých taženích proti Walkerovi právě díky pomoci z USA.[zdroj?] Walkerovy aktivity, i když byly populární mezi obyčejnými Američany, neměly oficiální podporu vlády USA.
Naopak, v jeho rodném Nashville si ho dodnes připomínají jako svého doposud jediného rodáka, který byl hlavou státu.